# Nils-Peter Mahlau

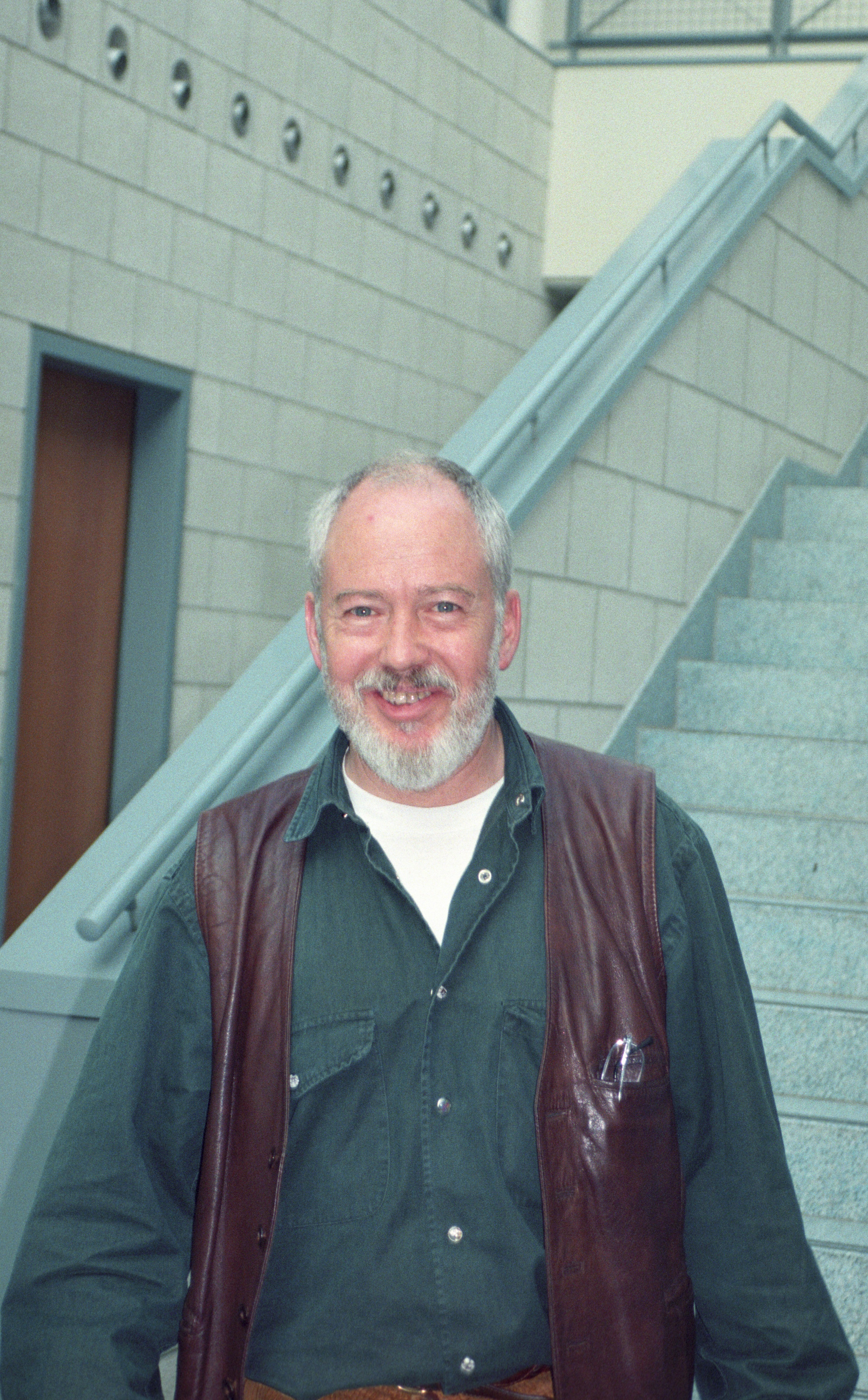
Nils-Peter Mahlau um 1995 im Produktionshaus des NDR-Fernsehens

Nils-Peter Mahlau (* 25. Oktober 1935 in Magdeburg) ist ein deutscher ehemaliger Kinderdarsteller und Kameramann des NDR-Fernsehens.

## Erste Jahre
Mahlau wuchs in Berlin in einem künstlerischen Umfeld auf. Sein Vater war der Schauspieler und Synchronsprecher Hans Mahlau, sein Onkel der Maler und Grafiker Alfred Mahlau. Bei einem Besuch in einem Synchronstudio wurde der zwölfjährige Nils-Peter als Darsteller entdeckt und verdiente fortan Taschengeld mit einigen Kinderrollen bei der DEFA, unter anderem als Moritz in dem Spielfilm Die Kuckucks (1947). Ferner synchronisierte Mahlau und spielte in Hörspielen beim Sender RIAS mit.
Von 1953 bis 1957 lernte er als Assistent bei dem Hamburger Dokumentarfilmer und Produzenten Rudolf W. Kipp die technische Seite des Filmemachens kennen und kümmerte sich um das Archiv von Kipp im Bunker auf dem Heiligengeistfeld.

## Wirken als Kameramann

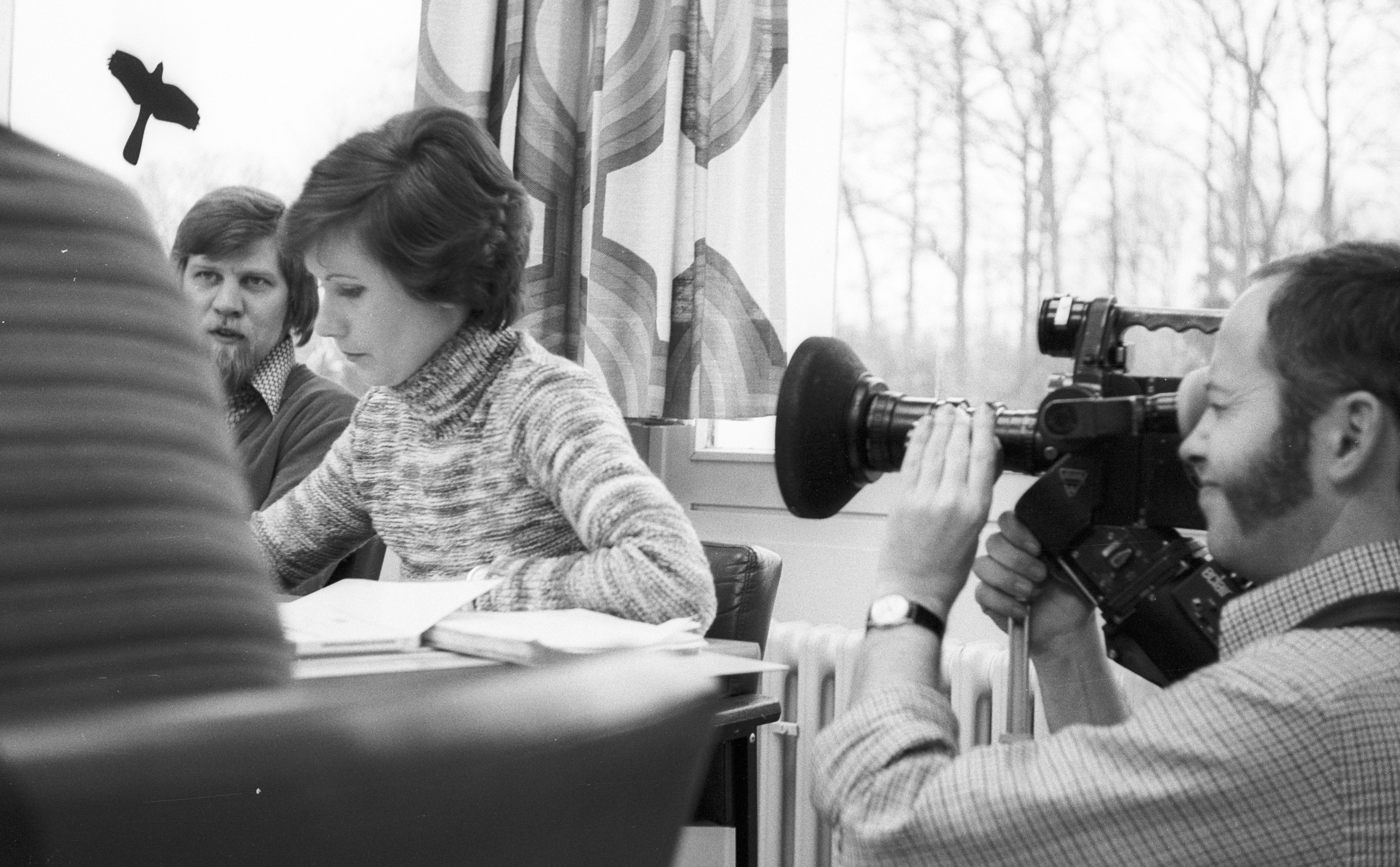
Mahlau filmt die spätere Bundestagsabgeordnete Anke Hartnagel

Um 1958 fand Mahlau eine Anstellung als gehobener Assistent beim NDR-Fernsehen, stieg zum Kameramann auf. Sein berufliches Spektrum reichte von der Regionalberichterstattung über Dokumentarfilme und Krimiserien wie Tatort bis hin zu Spielfilmen. Bekannt wurde seine Mitarbeit an Die Kartenlegerin (einem Schwank aus dem Ohnsorg-Theater unter der Regie von John Olden) und Der Augenblick des Friedens unter dem französischen Regisseur Georges Franju und dem polnischen Regisseur Tadeusz Konwicki. Mahlau führte die Kamera bei einer Reihe weiterer namhafter Regisseure, besonders häufig bei Peter Schulze-Rohr.

## Privates
Nils-Peter Mahlau ist verheiratet. Sein Sohn Boris Mahlau, auch für kurze Zeit Kinderdarsteller, macht ebenfalls als Kameramann Karriere. Tochter Petra geriet als erste Tatort-Leiche in der Folge Taxi nach Leipzig in die Schlagzeilen. Nils Peter Mahlau ging 1997 in den Ruhestand. Die Familie lebt in Hamburg.

## Filmografie (Auswahl)
- 1949: Die Kuckucks (Regie: Hans Deppe)
- 1962: Der Biberpelz (Regie: John Olden)
- 1964: Andorra
- 1965: Der Augenblick des Friedens
- 1967: Die Unverbesserlichen...und ihr Optimismus
- 1967: Gammlerballade (Regie: Werner Grassmann)
- 1968: Die Kartenlegerin
- 1970: Die Ernte von My Lai
- 1970–1978 Tatort-Folgen
- Tatort: Taxi nach Leipzig (Regie: Peter Schulze-Rohr)
- Tatort: Trimmel hält ein Plädoyer (Regie: Peter Schulze-Rohr)
- Tatort: Gift (Regie: Peter Schulze-Rohr)
- Tatort: Platzverweis für Trimmel (Regie: Peter Schulze-Rohr)
- Tatort: Jagdrevier (Regie: Wolfgang Petersen)
- 1974: Aufs Kreuz gelegt (Regie: Wolfgang Petersen)
- 1971: Auf der Suche nach meinem Amerika (Regie: Max Ophüls)
- 1972: Der Lift (Regie: Georg Tressler)
- 1973: Ganoven-Rallye Folge aus der Krimiserie Sonderdezernat K1
- 1980: Kortnergeschichten (Regie: Max Ophüls)
- 1984: Der Prozess – Eine Darstellung des Majdanek-Verfahrens in Düsseldorf (Regie: Eberhard Fechner)